# Zardab (cidade)
Zərdab, também Zardob e Zardab, é uma cidade e a capital da Zardab Rayon do Azerbaijão.